# François-René de Chateaubriand
François-René de Chateaubriand (Franceză IPA: |[fʀɑ̃'swa ʀə'ne də ʃatobri'jɑ̃]) (n. 4 septembrie 1768, Saint-Malo, Saint-Malo Agglomération⁠(d), Regatul Franței – d. 4 iulie 1848, Paris, Île-de-France, Franța) a fost un scriitor francez, politician și diplomat. Este considerat fondatorul romantismului în literatura franceză.
Principala sa lucrare este "Geniul creștinismului sau Frumusețea religiei creștine" (1802), publicată ulterior în numeroase ediții. A fost ales membru al Academiei Franceze în 1811.

## Scrieri
- 1797: Eseu asupra revoluțiilor ("Essai sur les révolutions");
- 1801: Comentarii la Atala
- 1802: Geniul creștinismmului ("Le génie du christianisme");
- 1809: Martirii ("Les martyrs");
- 1811: Itinerar de la Paris la Ierusalim ("Itinéraire de Paris à Jérusalem");
- 1814: Despre Buonaparte și despre Bourboni ("De buonaparte et des Bourbons")
- 1826: Călătorie în America ("Voyage en Amérique");
- 1826: Miscelanee politice și polemice ("Mélanges politiques et polémiques")
- 1826: Natcezii ("Les Natchez");
- 1828: Miscelanee literare ("Mélanges littéraires");
- 1836: Eseu despre literatura engleză ("Essai sur la littérature anglaise");
- 1849: Memorii de dincolo de mormânt ("Mémoires d'outre-tombe").